# 葫蘆島戰鬥
葫蘆島戰鬥發生於1924年10月16日，地點則是在中國遼東。是北洋政府時期內戰之一，交戰兩方為直軍及奉軍。戰鬥末了，攻擊的直軍落敗。